# Kyron McMaster
Kyron McMaster (ur. 3 stycznia 1997 w Road Town) – lekkoatleta z Brytyjskich Wysp Dziewiczych, specjalista od biegów płotkarskich.
Na początku kariery trenował biegi sprinterskie i bez awansu do półfinałów startował na dystansach 200 i 400 metrów na mistrzostwach świata juniorów młodszych w Doniecku (2013).
Został zdyskwalifikowany w eliminacjach oraz podczas finału B biegu na 400 metrów przez płotki w trakcie igrzysk olimpijskich młodzieży w Nankinie (2014).
W 2016 zdobył brązowy medal juniorskich mistrzostw świata, zostając tym samym pierwszym w historii lekkoatletą Brytyjskich Wysp Dziewiczych, który stanął na podium tej imprezy.
Zwyciężył w biegu na 400 metrów przez płotki na igrzyskach Wspólnoty Narodów w 2018 w Gold Coast. Zajął 4. miejsce w tej konkurencji na igrzyskach olimpijskich w 2020 w Tokio. Ponownie zwyciężył na tym dystansie na igrzyskach Wspólnoty Narodów w 2022 w Birmingham. Wicemistrz świata z Budapesztu (2023).
Medalista CARIFTA Games.
Rekord życiowy w biegu na 400 metrów przez płotki: 47,08 (3 sierpnia 2021, Tokio) rekord Brytyjskich Wysp Dziewiczych, 8. rezultat w historii światowej lekkoatletyki.

## Osiągnięcia
| Rok  | Impreza                               | Miejsce      | Konkurencja                | Lokata     | Wynik |
| ---- | ------------------------------------- | ------------ | -------------------------- | ---------- | ----- |
| 2013 | Mistrzostwa świata juniorów młodszych | Donieck      | bieg na 200 m              | eliminacje | 22,55 |
| 2013 | Mistrzostwa świata juniorów młodszych | Donieck      | bieg na 400 m              | eliminacje | 49,52 |
| 2014 | Mistrzostwa świata juniorów           | Eugene       | bieg na 400 m przez płotki | eliminacje | 54,21 |
| 2014 | Igrzyska olimpijskie młodzieży        | Nankin       | bieg na 400 m przez płotki | –          | DQ    |
| 2015 | Mistrzostwa panamerykańskie juniorów  | Edmonton     | bieg na 400 m przez płotki | –          | DNF   |
| 2016 | Mistrzostwa świata juniorów           | Bydgoszcz    | bieg na 400 m przez płotki | 3. miejsce | 49,56 |
| 2017 | Mistrzostwa świata                    | Londyn       | bieg na 400 m przez płotki | –          | DQ    |
| 2018 | Igrzyska Wspólnoty Narodów            | Gold Coast   | bieg na 400 m przez płotki | 1. miejsce | 48,25 |
| 2018 | Igrzyska Ameryki Środkowej i Karaibów | Barranquilla | bieg na 400 m przez płotki | 1. miejsce | 47,60 |
| 2018 | Puchar interkontynentalny             | Ostrawa      | bieg na 400 m przez płotki | 8. miejsce | 52,62 |
| 2019 | Mistrzostwa świata                    | Doha         | bieg na 400 m przez płotki | 4. miejsce | 48,10 |
| 2021 | Igrzyska olimpijskie                  | Tokio        | bieg na 400 m przez płotki | 4. miejsce | 47,08 |
| 2022 | Mistrzostwa świata                    | Eugene       | bieg na 400 m przez płotki | półfinał   | DNS   |
| 2022 | Igrzyska Wspólnoty Narodów            | Birmingham   | bieg na 400 m przez płotki | 1. miejsce | 48,93 |
| 2023 | Mistrzostwa świata                    | Budapeszt    | bieg na 400 m przez płotki | 2. miejsce | 47,34 |